# Corsia torricellensis
Corsia torricellensis là một loài thực vật có hoa trong họ Corsiaceae. Loài này được Schltr. miêu tả khoa học đầu tiên năm 1905.